# Mistrzostwa Europy w Wioślarstwie 2011 – dwójka podwójna mężczyzn
Dwójka podwójna mężczyzn (M2x) – jedna z konkurencji jaka została rozegrana podczas 71. Mistrzostw Europy w Wioślarstwie w bułgarskim Płowdiw, w dniach 16-18 sierpnia 2011 r. W zmaganiach udział wzięło 12 osad. Zwycięzcą zostali litwini Saulius Ritter i Rolandas Maščinskas.

## Wyniki

### Legenda
| Q - awans do półfinału/finału A R - awans do repasaży | FB - awans do finału B |

### Eliminacje
Wyścig 1
| Poz. | Zawodnik                              | Narodowość | Rezultat | Uwagi |
| ---- | ------------------------------------- | ---------- | -------- | ----- |
| 1    | Saulius Ritter Rolandas Maščinskas    | Litwa      | 6:28,210 | Q     |
| 2    | Iwan Futryk Iwan Dowhod´ko            | Ukraina    | 6:31,740 | R     |
| 3    | Dzmitry Piatsin Dzianis Surawiec      | Białoruś   | 6:42,060 | R     |
| 4    | Romano Battisti Domenico Montrone     | Włochy     | 6:42,330 | R     |
| 5    | Dominik Sigl Oliver Komaromy          | Austria    | 6:42,530 | R     |
| 6    | Nedelcho Wasiljew Ljubomir Gospodinow | Bułgaria   | 6:56,080 | R     |

Wyścig 2
| Poz. | Zawodnik                         | Narodowość      | Rezultat | Uwagi |
| ---- | -------------------------------- | --------------- | -------- | ----- |
| 1    | Artiom Kosow Dmitrij Chmylnin    | Rosja           | 6:28,040 | Q     |
| 2    | Sten-Erik Anderson Kaur Kuslap   | Estonia         | 6:34,890 | R     |
| 3    | Henry Pelly Graeme Thomas        | Wielka Brytania | 6:35,270 | R     |
| 4    | Oleg Gonorovski Dani Fridman     | Izrael          | 6:44,270 | R     |
| 5    | Peter Soegaard Frank Steffensen  | Dania           | 6:52,510 | R     |
| 6    | Marko Marjanović Dušan Bogićević | Serbia          | 7:18,330 | R     |

### Repasaże
Wyścig 1
| Poz. | Zawodnik                              | Narodowość      | Rezultat | Uwagi |
| ---- | ------------------------------------- | --------------- | -------- | ----- |
| 1    | Iwan Futryk Iwan Dowhod´ko            | Ukraina         | 6:32,950 | Q     |
| 2    | Henry Pelly Graeme Thomas             | Wielka Brytania | 6:36,340 | Q     |
| 3    | Dominik Sigl Oliver Komaromy          | Austria         | 6:39,340 | FB    |
| 4    | Nedelcho Wasiljew Ljubomir Gospodinow | Bułgaria        | 6:45,580 | FB    |
| 5    | Oleg Gonorovski Dani Fridman          | Izrael          | 6:46,510 | FB    |

Wyścig 2
| Poz. | Zawodnik                          | Narodowość | Rezultat | Uwagi |
| ---- | --------------------------------- | ---------- | -------- | ----- |
| 1    | Romano Battisti Domenico Montrone | Włochy     | 6:32,690 | Q     |
| 2    | Marko Marjanović Dušan Bogićević  | Serbia     | 6:33,420 | Q     |
| 3    | Sten-Erik Anderson Kaur Kuslap    | Estonia    | 6:38,980 | FB    |
| 4    | Peter Soegaard Frank Steffensen   | Dania      | 6:47,730 | FB    |
| 5    | Dzmitry Piatsin Dzianis Surawiec  | Białoruś   | 7:52,040 | FB    |

### Finały
Finał B
| Poz. | Zawodnik                              | Narodowość | Rezultat | Uwagi |
| ---- | ------------------------------------- | ---------- | -------- | ----- |
| 1    | Sten-Erik Anderson Kaur Kuslap        | Estonia    | 6:36,220 |       |
| 2    | Dzmitry Piatsin Dzianis Surawiec      | Białoruś   | 6:41,010 |       |
| 3    | Nedelcho Wasiljew Ljubomir Gospodinow | Bułgaria   | 6:42,970 |       |
| 4    | Oleg Gonorovski Dani Fridman          | Izrael     | 6:43,580 |       |
| 5    | Dominik Sigl Oliver Komaromy          | Austria    | 6:44,640 |       |
| 6    | Peter Soegaard Frank Steffensen       | Dania      | 6:51,630 |       |

Finał A
| Poz. | Zawodnik                           | Narodowość      | Rezultat | Uwagi |
| ---- | ---------------------------------- | --------------- | -------- | ----- |
| 1    | Saulius Ritter Rolandas Maščinskas | Litwa           | 6:23,050 |       |
| 2    | Marko Marjanović Dušan Bogićević   | Serbia          | 6:24,900 |       |
| 3    | Artiom Kosow Dmitrij Chmylnin      | Rosja           | 6:25,870 |       |
| 4    | Iwan Futryk Iwan Dowhod´ko         | Ukraina         | 6:30,780 |       |
| 5    | Henry Pelly Graeme Thomas          | Wielka Brytania | 6:41,960 |       |
| 6    | Romano Battisti Domenico Montrone  | Włochy          | 6:42,620 |       |